# Jean Law de Lauriston
Jean Law de Lauriston (* 5. Oktober 1719 in Paris; † 16. Juli 1797 ebenda) war ein französischer Kolonialoffizier, Neffe von John Law und Vater von Alexandre-Jacques-Bernard Law de Lauriston. Er war von 1764 bis 1777 französischer Generalgouverneur in Pondycherry. Der Name von Lawspet, eines Stadtteils von Puducherry, geht auf Jean Law de Lauriston zurück.
Während der kriegerischen Auseinandersetzungen im zerfallenden Mogulreich im Zusammenhang mit dem Siebenjährigen Krieg stellte Lauriston als Kommandant der französischen Niederlassung in Kasimbazar auf eigene Faust eine aus Europäern bestehende Söldnertruppe von ca. 100 Mann und 10 Geschützen auf, mit der er zwischen 1757 und 1760 im Yamuna-Ganges-Mündungsgebiet operierte. Auch der Abenteurer Walter Reinhardt Sombre gehörte dieser Truppe an. 1760 schloss sich die Einheit den Truppen Shah Alams II. an, bei denen sie bis zu deren Zerschlagung verblieb. Seine Erfahrungen beschrieb Lauriston in seinem Hauptwerk Mémoires sur quelques affaires de l’Empire Mogol 1756–1761, das in mehrere Sprachen übersetzt und mehrfach neu aufgelegt wurde.
Lauriston war verheiratet und hatte sechs Söhne, darunter:
- Alexandre-Jacques-Bernard Law de Lauriston, französischer General

## Werke
- Mémoires sur quelques affaires de l’Empire Mogol 1756–1761, in „Libraires de la Société de l'histoire des colonies françaises“
- État politique de l'Inde en 1777